# حساني عبد الكريم (بلدية)
بلدية حساني عبد الكريم مدينة وبلدية تابعة إقليميا لدائرة الدبيلة 
مدينة وبلدية تابعة إقليميا إلى دائرة الدبيلة ولاية الوادي الجزائرية، و هي أصغر بلديات الولاية من ناحية المساحة، تبعد عن مركز الولاية بحوالي 14 كلم2، تضم البلدية عدة قرى أبرزها وسط المدينة حساني عبد الكريم، المركز الريفي الذكـار، الغربية، والزقـــم من أكبر قراها حيث يبلغ تعداد سكانها أكثر من ثلثي عدد سكان البلدية.

## الموقع الجغرافي والسكان
بلدية حساني عبد الكريم تقع في وسط الولاية الوادي . تعداد سكّانها : 22.755 نسمة (2008) يتوزعون على مساحة 58كم² أي كثافة 392 نسمة/كم² .

يحد بلدية حساني عبد الكريم:
شمالا: سيدي عون
جنوبا: بلدية الوادي
شرقا: بلدية الطريفاوي
غربا: تغزوت

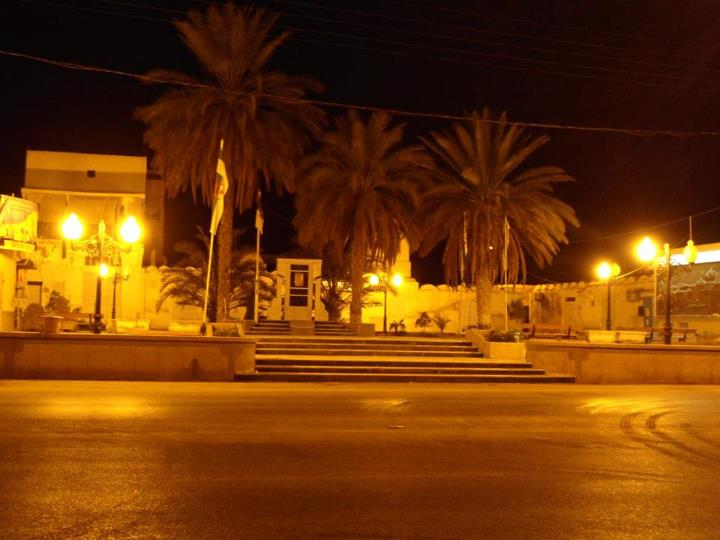
ساحة الاستقلال مقابل البلدية.
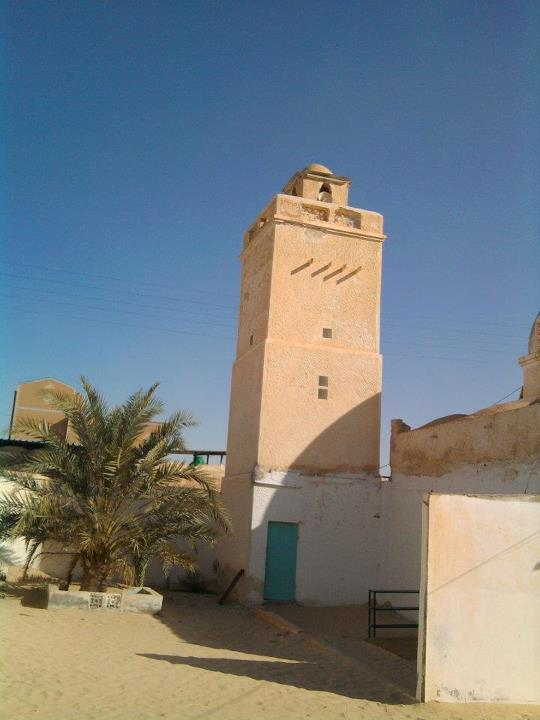
مسجد أولاد عياد.

### التسمية
في السابق كانت تسمى ب البهيمة وبعد استقلال الجزائر سماها الراحل بومدين ببلدية الشهيد حساني عبد الكريم وهو اسم أحد أبناء المنطقة الذي كان مجاهدا في صفوف جبهة التحرير الوطني، فرقة الكومندوس في ولاية برج بوعريريج والذي توفي فيها يوم 19 جانفي من سنة 1960 كما تضم عدة تسميات للعروش مزالت إلى يومنا هذا من بينهم عرش العيايطة والعيايدة والسواري. 

### نشأتها
يعود تاريخ إنشائها إلى
- حساني عبد الكريم
- المركز الريفي بالذكار
- المركز الريفي بالغربية
- الزميلة
- الزقم

### شهداء المدينة
الشهيد حمودي عبد الرحمان
الشهيد تجيني الطاهر
الشهيد بره العربي 
الشهيد بره الطاهر 
وغيرهم العديد.

### مقالات ذات صلة
- ولاية الوادي
- دائرة الدبيلة